# Splinter
Splinter е седмият студиен албум на американската пънк рок група Офспринг, издаден на 9 декември 2003 година.

## Песни
1. Neocon 1:06
2. The Noose 3:18
3. Long Way Home 2:23
4. Hit That 2:49
5. Race Against Myself 3:32
6. (Can't Get My) Head Around You 2:14
7. The Worst Hangover Ever 2:58
8. Never Gonna Find Me 2:39
9. Lightning Rod 3:20
10. Spare Me The Details 3:24
11. Da Hui 1:42
12. When You're In Prison 2:35
13. The Kids Aren't Alright (Island Style) 5:08
14. When You're In Prison (Instrumental) 2:34

## Офспринг членове
- Декстър Холанд – Вокалист и ритъм китара
- Нуудълс – Китара
- Грег Кризъл – Бас китара
- Атом Уилърд – Барабани